# Parc national de Wyperfeld
Le parc national de Wyperfeld (en anglais : Wyperfeld National Park) est un parc national australien situé dans l'État du Victoria, à environ 450 km au nord-ouest de Melbourne. Créé officiellement en 1921 et élargi considérablement depuis, il constitue le troisième plus grand parc national de l'État. Il protège plus de 3 500 km2 de mallees, de bois et de landes.

## Situation
Comme la plus grande partie du nord-ouest du Victoria, Wyperfeld était une mer peu profonde entre il y a environ 25 millions d'années et une époque assez récente. Le paysage actuel a pris forme peu à peu lorsque la mer se retira, laissant une vaste étendue de sable qui, en séchant, a formé des dunes il y a entre 40 000 et 15 000 ans. 
Dans les bonnes années, la rivière Wimmera remplit le lac Hindmarsh au sud du parc, qui se déverse dans l'Outlet Creek, qui remplit alors le lac Albacutya immédiatement au sud du parc et, s'il y a suffisamment de pluie, s'écoule plus au nord dans le parc lui-même, formant une série de lacs plus petits qui arrosent la flore de la région. 
Avant la colonisation européenne, le réseau de lacs éphémères se remplissait et se vidait, en moyenne, environ tous les 20 ans, en restant généralement sec pendant environ la moitié de cette période. Plus récemment, l'irrigation agricole et les projets de drainage dans les régions avoisinantes ont coupé une partie importante de l'approvisionnement en eau du parc, les lacs n'ont pas été complètement remplis depuis 1975 et ont été à sec seulement deux ans plus tard. 